# Телевизијска реклама
Телевизијска реклама (скраћено: ТВ реклама) је специфична аудио-визуелна форма пропаганде, намењена за оглашавање производа, услуга, и сл.  на телевизијским станицама.
Под појмом телевизијска реклама, обично се мисли на минијатурни рекламни филм, кратку видео-аудио форму у којој се,  према свим правилима филмске уметности (филмског језика), јавности презентира одређени производ, услуга или некаква идеја коју је потребно афирмисати, објавити, упознати са њом заинтересоване појединце, односно циљне друштвене групе.
Прва телевизијска реклама емитована је у САД 1. јула. 1941. године у 8 сати ујутро. Телевизијска станица WNBT званично је објавила у свом програму рекламни знак компаније сатова „Булова“.

## Основни појмови и дефиниције
У теорији и пракси која се бави пропагандом, комуникацијама и медијима, ТВ реклама је постала предмет сукоба и спорова око њене праве природе и, у крајњој линији, уметничког интегритета. Док јој једни одричу пропагандно својство називајући је невином персуазијом која потрошачима помаже у праву избора и пружању информације, други ТВ реклами злокобно приписују страшне манипулативне могућности, које људско биће претварају у неку врсту робота, „зомбија“ испраног мозга. 
Колико је ова проблематика актуелна  види се и по томе што је још увек честа терминолошка збрка око појмова пропаганда и реклама, који се мешају до те мере да је код нас чак одомаћен и појам економска пропаганда,(1) или ТВ спот (2), којим се обично означавају рекламни садржаји свих врста, који се баве оглашавањем или промовисањем тема из области привреде или услуга.
У суштини, ТВ реклама се развила из рекламног филма, као његова специфична телевизијска варијанта. Рекламни филм, са друге стране,  представља један посебан поджанр пропагандног филма, кога као бенигнију и невинију варијанту данас можемо наћи у готово свим областима друштвеног живота.
Оно што га разликује од пропагандних филмова, јесте његова специфична и препознатљива форма, посебна драматургија, модификовани и особени филмски језик којим се служи и, наравно, јасно одређена примењена сврха за коју је намењен.

## Облици и форме
Телевизијска реклама може имати различите форме од којих су неке уобичајене и чак стандардизоване (као нпр. класични рекламни ТВ спот у трајању до 30 сец.), може бити и прави мали играни филм са препознатљивом драматургијом, причом, глумцима, различитих дужина трајања, може се приказивати у наставцима (епизодама), током дужег временског периода, и сл.
Поред њених несумњиво уметничких квалитета, ТВ рекламом доминирају и тиме њену сврху одређују пропагандни модели комуникације. Ово модели налазе се у облику пропагандних техника које одређују и коначну форму сваке телевизијске рекламе.